# Rhyssa crevieri
Rhyssa crevieri là một loài tò vò trong họ Ichneumonidae.